# Bieber Bench
Die Bieber Bench ist ein verhältnismäßig ebenes Hochplateau von etwa 50 km² Größe in der antarktischen Ross Dependency. Sie liegt auf der Südseite der Surveyors Range in den Churchill Mountains. Die vereiste Hochfläche erreicht zwischen dem Mansergh-Schneefeld und dem Kopfende des Algie-Gletschers eine Höhe von 1800 m.
Das Advisory Committee on Antarctic Names benannte die Formation 2003 nach John W. Bieber vom Bartol Research Institute der University of Delaware, leitender Wissenschaftler des United States Antarctic Program für die Untersuchung der Sonne und der Heliosphäre in Verbindung mit der Kosmischen Strahlung auf der McMurdo-Station und der Amundsen-Scott-Südpolstation zwischen 1988 und 2002.